# Where the Heart Is (Haevn)
"Where the Heart Is" is een nummer van het Nederlandse muziekduo Haevn uit 2015.
Het nummer is geschreven door bandleden Marijn van der Meer en Jorrit Kleijnen. In eerste instantie werd een verkorte versie van 30 seconden opgenomen voor een reclame van Volvo. Nadat zowel dit nummer als "Finding Out More" (opgenomen voor een reclame van BMW) de internationale hitlijst van muziekdienst Shazam wist te halen, bracht de band het nummer in eigen beheer uit. De single kwam in Nederland niet verder dan de Tipparade.
Het nummer werd in 2017 opnieuw opgenomen voor het bij Warner Records uitgebrachte debuutalbum Eyes Closed uit 2018.

## Hitnoteringen

### NPO Radio 2 Top 2000
Where the Heart Is stond in 2024 voor het eerst in de NPO Radio 2 Top 2000, op plek 1578.